# 오어지
오어지는 경상북도 포항시 남구 오천읍 항사리에 있는 연못으로 냉천의 지류인 신광천의 발원지로 알려져 있다. 특히 이곳에는 신라시대에 창건하였다는 오어사가 있다.

## 위치
포스코 산업단지에서 남쪽으로 가다보면 해발 482m인 운제산에 오어사(吾魚寺)와  39만6천694m2(약 12만 평)의 오어지(吾魚池)가 있다. 이곳에는 자장암과 대왕바위가 있는데 자장암은 신라 때 고승 자장율사가 창건한 암자로 특히 자장암에서 아래로 내려다보면 운제산에 둘러싸인 오어사와 가을 햇빛에 반사된 오어지의 금빛 물살이 형형색색의 단풍과 조화돼 비경을 이룬다.

## 역사
오어사는 신라 진평왕(579-632)때 자장율사가 지은 사찰로 신라 정신을 이끈 원효·혜공·의상·자장 등 사성(四聖)이 머물렀던 천년 고찰이다.
운제산 북쪽에는 주변의 비경도 뛰어나 자장암, 그 아래 혜공암, 서쪽에 의상암, 남쪽에 원효암이 있었다. 4개의 암자가 있었는데 지금은 원효암과 자장암만이 1천여 년 세월을 지켜내고 있다.
현재의 오어지(池)는 운제산 계곡을 막아 만들어졌지만 원래 저수지 자리에 오어사가 있었다고 한다. 오어사가 옮겨진 뒤 초기에는 길이 없어서 배를 타고 오어사를 왕래할 수밖에 없었다.
1995년 11월 6일 포항시 남구 오천읍 오어지 상류 준설작업 중 굴착기 기사에 의해 고려시대에 제작된 것으로 보이는 국보급 범종이 발견됐다. 지금은 오어사에 상설 전시중에 있다.
오어지는 수량이 그리 많지 않아 1986년에 가뭄으로 바닥을 드러내기도 했고 2009년 7월 7일 이 저수지가 오랜 가뭄으로 13만에 바닥을 다시 드러낸 적도 있다. 2010년 4월 30일에는 민간봉사단체인 상수원보호구역지킴이와 공무원, 청원경찰, 공익근무요원 등 100여 명이 이 저수지의 세월교에서 항사리 마을까지 환경정비활동을 펼치기도 하였다.

## 전해오는 이야기
신라시대의 원효대사와 혜공선사가 이곳에서 법력으로 개천의 물고기를 생환토록 시합을 한 전설. 즉, 불력을 시험하기 위해 물고기를 먹은 후 생환하는 시험을 한 결과, 한 마리는 물속 깊이 유유히 사라졌고 다른 한 마리는 물 위에 놀고 있었다. 이에 두 스님은 물 위에 있는 고기를 서로 자기가 살린 고기라고 했다는 것이다.
이 전설은 고승이 자신을 뽐내기보다 서로 자신을 낮추는 것으로 해석되기도 한다. 그래서 나를 지칭하는 '오(吾)'와 고기어(魚)'자를 써서 오어지,오어사라 하였다고 한다.
또한 물고기를 잡아 한 마리씩 삼키고 변을 보았는데 한 마리가 살아서 힘차게 헤엄치는 것을 보고 서로 자기 고기라고 해서 나를 뜻하는 나 오(吾)와 고기를 뜻하는 물고기 어(魚)를 붙여 이름지었다고 전해지기도 한다.

## 같이 보기
- 오어사
- 운제산